# Shannonova vlnka

Reálná Shannonova vlnka

Shannonova vlnka je vlnka původně definovaná ve frekvenční oblasti, jejímž účelem je rozdělit frekvenční spektrum ostře přesně v polovině. Tuto vlnku lze použít pouze k CWT (není ortogonální ani biortogonální). Existuje její komplexní i reálná varianta. V časové oblasti se vyjádří jako
{\displaystyle \psi (t)=2\,\operatorname {sinc} (2t)-\operatorname {sinc} (t)}.
Vlastnosti
- symetrická
- nemá kompaktní nosič